# Dyskrinie
Dyskrinie (von altgriechisch δυς dys, deutsch ‚fehl‘ und κρίνειν krinein, deutsch ‚absondern‘) bezeichnet eine in Beschaffenheit oder Menge abnormale Produktion eines Drüsensekrets. Insbesondere wird der Begriff in Bezug auf Sekretionsstörungen der bronchialen Schleimdrüsen verwendet, etwa wenn bei Asthma bronchiale oder Mukoviszidose der Bronchialschleim zäh wird.
Im Gegensatz zur Hyperkrinie (vermehrte Schleimproduktion) liegt bei Dyskrinie eine veränderte Schleimzusammensetzung vor.